# Cantonul Beauchamp
Cantonul Beauchamp este un canton din arondismentul Pontoise, departamentul Val-d'Oise, regiunea Île-de-France, Franța.

## Comune
- Beauchamp (reședință)
- Le Plessis-Bouchard
- Pierrelaye